# Berta 1
Berta 1 – samochód Formuły 1 zaprojektowany i skonstruowany przez Oreste Bertę na sezon 1975. Nigdy nie wziął udziału w wyścigu. Pierwszy argentyński samochód Formuły 1.

## Historia
Koncepcja samochodu pochodziła od Oreste Berty. Model ten wywodził się od samochodu Formuły 5000, Berty LR, który brał udział w amerykańskich mistrzostwach Formuły 5000 i powstał w 1973 roku na zamówienie mieszkającego w Stanach Zjednoczonych argentyńskiego inżyniera Francisco Mira. Plany konwersji LR na samochód Formuły 1 wynikały z jego potencjalnej korzyści, jaką była niska masa – 620 kg. Nos samochodu przypominał „szczypce homara” Brabhama BT34, co mogło mieć uzasadnienie w tym, że Berta wynajmował wcześniej od Brabhama model BT23. Samochód był napędzany przez silnik własnej konstrukcji Berty, który opierał się jednak na Cosworcie DFV. Pięciobiegowa skrzynia biegów także została skonstruowana przez Bertę.
16 grudnia 1974 roku odbył się pierwszy test samochodu, którego kierowcą został Néstor García Veiga, ścigający się w 1974 roku dla zespołu Mira w Formule 5000. Podczas tego testu okazało się, że silnik dysponował niewystarczającą mocą 400 KM, a po zainstalowaniu amerykańskich tłoków moc spadła o 40 KM. Po zamontowaniu oryginalnych tłoków, w dalszych testach uszkodzeniu uległy cztery silniki. Berta otrzymał propozycję od Wilsona Fittipaldiego, który chciał wypożyczyć Argentyńczykowi silniki Cosworth DFV z zastrzeżeniem, że muszą one powrócić w takim stanie, w jakim były wypożyczone. Argentyńczyk zgłosił z tymi silnikami swój samochód do Grand Prix Argentyny i Grand Prix Brazylii, jednakże przed Grand Prix zdał sobie sprawę, że klauzula Fittipaldiego z uwagi na powodującą wibracje specyfikę samochodu może być niewykonalna i wycofał zespół z Grand Prix.

## Wyniki w Formule 1
| Legenda oznaczeń w tabelach wyników Wyświetl szablon na nowej stronie | Legenda oznaczeń w tabelach wyników Wyświetl szablon na nowej stronie                                                                     |
| Oznaczenie                                                            | Wyjaśnienie |
| --------------------------------------------------------------------- | --- |
| Złoty                                                                 | Zwycięzca lub mistrzostwo |
| Srebrny                                                               | 2. miejsce lub wicemistrzostwo |
| Brązowy                                                               | 3. miejsce lub II wicemistrzostwo |
| Zielony                                                               | Ukończył, punktował (w klasyfikacji generalnej, gdy zdobył co najmniej jeden punkt na przestrzeni sezonu, poza trzema powyższymi opcjami) |
| Niebieski                                                             | Ukończył, nie punktował (w klasyfikacji generalnej, gdy nie zdobył co najmniej jednego punktu na przestrzeni sezonu)                      |
| Czerwony                                                              | Nie zakwalifikował się (NZ) |
| Czerwony                                                              | Nie prekwalifikował się (NPK) |
| Różowy                                                                | Nie ukończył (NU) |
| Różowy                                                                | Niesklasyfikowany (NS) (w klasyfikacji generalnej, gdy nie został sklasyfikowany w żadnym wyścigu sezonu)                                 |
| Czarny                                                                | Zdyskwalifikowany (DK) |
| Czarny                                                                | Wykluczony (WYK/EX) |
| Biały                                                                 | Nie wystartował (NW) |
| Biały                                                                 | Kontuzjowany (K/INJ) |
| Biały                                                                 | Wyścig odwołany (OD/C) |
| Bez koloru                                                            | Został wycofany (WYC/WD) |
| Bez koloru                                                            | Nie przybył (NP/DNA) |
| Bez koloru                                                            | Nie brał udziału w treningach (NT/DNP) |
| Bez koloru                                                            | Nie został zgłoszony (–) |
| Pogrubienie                                                           | Start z pole position |
| Kursywa                                                               | Najszybsze okrążenie wyścigu |
| †                                                                     | Nie ukończył, ale jego rezultat został zaliczony ze względu na przejechanie więcej niż 90% dystansu wyścigu.                              |
| *                                                                     | Sezon w trakcie |
| 1/2/3                                                                 | Punktowana pozycja w sprincie kwalifikacyjnym                                                                                             |
| Lista systemów punktacji Formuły 1                                    | |

| Sezon | Zespół       | Silnik | Kierowcy            | Wyniki w poszczególnych eliminacjach | Wyniki w poszczególnych eliminacjach | Wyniki w poszczególnych eliminacjach | Wyniki w poszczególnych eliminacjach | Wyniki w poszczególnych eliminacjach | Wyniki w poszczególnych eliminacjach | Wyniki w poszczególnych eliminacjach | Wyniki w poszczególnych eliminacjach | Wyniki w poszczególnych eliminacjach | Wyniki w poszczególnych eliminacjach | Wyniki w poszczególnych eliminacjach | Wyniki w poszczególnych eliminacjach | Wyniki w poszczególnych eliminacjach | Wyniki w poszczególnych eliminacjach | Wyniki kierowców | Wyniki kierowców | Wyniki konstruktora | Wyniki konstruktora |
| 1975  |              |        |                     | Argentyna                            | Brazylia                             |                                      |                                      | Monako                               | Belgia                               | Szwecja                              | Holandia                             | Francja                              | Wielka Brytania                      | Niemcy                               | Austria                              | Włochy                               | Stany Zjednoczone                    | Pkt.             | Msc.             | Pkt.                | Msc.                |
| ----- | ------------ | ------ | ------------------- | ------------------------------------ | ------------------------------------ | ------------------------------------ | ------------------------------------ | ------------------------------------ | ------------------------------------ | ------------------------------------ | ------------------------------------ | ------------------------------------ | ------------------------------------ | ------------------------------------ | ------------------------------------ | ------------------------------------ | ------------------------------------ | ---------------- | ---------------- | ------------------- | ------------------- |
| 1975  | Oreste Berta | Ford   | Néstor García Veiga | WD                                   | WD                                   | -                                    | -                                    | -                                    | -                                    | -                                    | -                                    | -                                    | -                                    | -                                    | -                                    | -                                    | -                                    | 0                | NS               | 0                   | NS                  |